# Olympische Jugend-Sommerspiele 2010/Rudern
| Rudern bei den I. Olympischen Jugend-Sommerspielen | Rudern bei den I. Olympischen Jugend-Sommerspielen |
| Olympische Ringe · Rudern                          | Olympische Ringe · Rudern                          |
| Informationen                                      | Informationen                                      |
| -------------------------------------------------- | -------------------------------------------------- |
| Teilnehmer:                                        | 70 Athleten                                        |
| Datum:                                             | 15. August–18. August                              |
| Austragungsort:                                    | Marina Reservoir                                   |
| Wettkampfort:                                      | Singapur                                           |
| Entscheidungen:                                    | 4                                                  |
|                                                    | Nanjing 2014 →                                     |
| Olympische Ringe                                   | Rudern                                             |

| Olympische Jugend-Sommerspiele 2010 (Medaillenspiegel Rudern) | Olympische Jugend-Sommerspiele 2010 (Medaillenspiegel Rudern) | Olympische Jugend-Sommerspiele 2010 (Medaillenspiegel Rudern) | Olympische Jugend-Sommerspiele 2010 (Medaillenspiegel Rudern) | Olympische Jugend-Sommerspiele 2010 (Medaillenspiegel Rudern) | Olympische Jugend-Sommerspiele 2010 (Medaillenspiegel Rudern) |
| Platz                                                         | Mannschaft                                                    | Goldmedaillen                                                 | Silbermedaillen                                               | Bronzemedaillen                                               | Total                                                         |
| ------------------------------------------------------------- | ------------------------------------------------------------- | ------------------------------------------------------------- | ------------------------------------------------------------- | ------------------------------------------------------------- | ------------------------------------------------------------- |
| 01                                                            | Deutschland                                                   | 1                                                             | 1                                                             | —                                                             | 2                                                             |
| 02                                                            | Vereinigtes Königreich                                        | 1                                                             | —                                                             | —                                                             | 1                                                             |
| 0                                                             | Litauen                                                       | 1                                                             | —                                                             | —                                                             | 1                                                             |
| 0                                                             | Slowenien                                                     | 1                                                             | —                                                             | —                                                             | 1                                                             |
| 05                                                            | Australien                                                    | —                                                             | 1                                                             | 1                                                             | 2                                                             |
| 0                                                             | Griechenland                                                  | —                                                             | 1                                                             | 1                                                             | 2                                                             |
| 07                                                            | Ukraine                                                       | —                                                             | 1                                                             | —                                                             | 1                                                             |
| 08                                                            | Frankreich                                                    | —                                                             | —                                                             | 1                                                             | 1                                                             |
| 0                                                             | Rumänien                                                      | —                                                             | —                                                             | 1                                                             | 1                                                             |

Bei den Olympischen Jugend-Sommerspielen 2010 in Singapur wurden vom 15. bis 18. August vier Wettbewerbe im Rudern ausgetragen. Die Wettkämpfe fanden im Stausee des Marina Bay statt. Die zu absolvierende Distanz in allen Wettbewerben betrug 1000 m.

## Jungen

### Einer
Die Finalwettkämpfe wurden am 17. und 18. August ausgetragen.
| Platz | Land        | Athlet              | Zeit (min) |
| ----- | ----------- | ------------------- | ---------- |
| 1     | Litauen     | Rolandas Maščinskas | 3:13,82    |
| 2     | Deutschland | Felix Bach          | 3:16,23    |
| 3     | Rumänien    | Ioan Prundeanu      | 3:19,11    |

### Zweier
Die Finalwettkämpfe wurden am 17. und 18. August ausgetragen.
| Platz | Land         | Athleten                                 | Zeit (min) |
| ----- | ------------ | ---------------------------------------- | ---------- |
| 1     | Slowenien    | Jure Grace Grega Domanjko                | 3:05,65    |
| 2     | Griechenland | Michalis Nastopoulos Apostolos Lampridis | 3:06,85    |
| 3     | Australien   | Matthew Cochran David Watts              | 3:07,52    |

## Mädchen

### Einer
Die Finalwettkämpfe wurden am 17. und 18. August ausgetragen.
| Platz | Land        | Athletin           | Zeit (min) |
| ----- | ----------- | ------------------ | ---------- |
| 1     | Deutschland | Judith Sievers     | 3:44,21    |
| 2     | Ukraine     | Natalija Kowaljowa | 3:44,63    |
| 3     | Frankreich  | Noémie Kober       | 3:44,80    |

### Zweier
Die Finalwettkämpfe wurden am 17. und 18. August ausgetragen.
| Platz | Land                   | Athleten                             | Zeit (min) |
| ----- | ---------------------- | ------------------------------------ | ---------- |
| 1     | Vereinigtes Königreich | Georgia Howard-Merrill Fiona Gammond | 3:28,60    |
| 2     | Australien             | Emma Basher Olympia Aldersey         | 3:29,34    |
| 3     | Griechenland           | Eleni Diamanti Lydia Dalamanga       | 3:29,37    |